# Christine Heyerdahl
Christine Heyerdahl (gehucht Valt in Sørum, 28 april 1854-15 mei 1931) was een Noors zangeres.
Maren Christine Heyerdahl werd als derde van acht kinderen geboren binnen het gezin van Rasmus Holmsen Heyerdahl (1813-1894) en Gunhild Dortheas Pettersen (1825-1901). Ze huwde in 1879 in Parijs met kunstschilder Hans Heyerdahl. Ze waren verre familie van elkaar. Uit dat huwelijk werden geboren:
- kunstenaar Hans Olai Fremming Heyerdahl (1880-1944) en
- Sigrid Florence (1882-1947), een schildertalent, maar ziekelijk en waarschijnlijk genoemd naar de Grand Prix de Florence die Hans had gewonnen.

In 1907 scheidden Hans en Christine. Het huwelijk leek achteraf alleen op papier te bestaan, alhoewel hij haar wel een keer heeft geportretteerd. Christine bleef in armoe met haar twee kinderen achter, zoals een kennis berichtte aan schilder Edvard Munch.
Ze studeerde onder meer in Stockholm en Dresden bij Pauline Viardot-Garcia in Parijs (1877-1879). In 1890 adverteerde ze met het feit dat ze lesgaf in zang en Frans. 
Enkele concerten:
- Juni 1876: concerten in Gävle en Uppsala, Zweden
- oktober 1881 in Logens grote zaal